# Закон «Об обеспечении рабочих на случай болезни»
Зако́н «Об обеспе́чении рабо́чих на слу́чай боле́зни» — закон Российской империи, принятый 23 июня 1912 года. Закон предусматривал получение рабочими выплат в случае временной нетрудоспособности и обязывал предпринимателей организовывать для рабочих бесплатную медицинскую помощь. Для накопления необходимых средств создавались больничные кассы — независимые общественные организации, управляемые самими застрахованными. Кассы пополнялись за счёт взносов из заработной платы рабочих и сборов с предпринимателей. Закон распространялся на относительно небольшой круг рабочих (около 2,5 млн человек), охватывая только фабрично-заводскую промышленность. Закон был принят единым пакетом с законом о страховании рабочих от несчастных случаев.

## Предыстория закона

### Рабочее и социальное законодательство в России (состояние на 1912 год)

#### Рабочее законодательство
К 1912 году нормы рабочего и социального законодательства в России носили мозаичный, хаотический характер. Законодательство не оперировало понятиями «рабочий» (то есть лицо, занятое физическим трудом) и «работник по найму»; основной группой лиц, положение которой было так или иначе урегулировано законом, были «фабрично-заводские рабочие», при том что само понятие фабрично-заводской деятельности определялось законом неясно. Внутри фабрично-заводской промышленности выделялась так называемая «цензовая» промышленность, которая находилась под надзором фабричной инспекции, созданной в 1885 году. Ещё две группы трудящихся — рабочие горнозаводской промышленности и железнодорожники — находились в ведении соответственно горного надзора и министерства путей сообщения, а их положение регулировалось преимущественно особыми законами. Попытки регулирования условий труда других групп работников по найму носили эпизодический характер.
Закон регулировал основные нормы заключения трудовых договоров: обязательные для обеих сторон предупреждения об увольнении до истечения договора, сроки выдачи заработной платы; предписывал вести расчётные книжки; ограничивал возможность расчёта с рабочими товаром; существенно ограничивал причины наложения на рабочих штрафов и суммы штрафов. Запрещался наём на работу подростков до 12 лет; малолетние рабочие разделялись на две группы — от 12 до 15, от 15 до 17 лет — для которых устанавливалась укороченная продолжительность рабочего дня, запрет на работу ночью и т. п. ограничения.
Продолжительность рабочего дня была ограничена 11½ часами при шестидневной рабочей неделе, причём между окончанием работ в субботу и началом работ в понедельник должно было быть не менее 40 часов. Оплачиваемый отпуск не предусматривался.
Профсоюзы в законодательстве о труде как участники трудовых отношений с особыми правами не упоминались, но могли существовать на общих началах в качестве общественных организаций (правительство активно противодействовало их регистрации). Для представительства своих интересов рабочие могли избирать фабричных старост. Забастовки в законодательстве не упоминались, но участие в них было ненаказуемым и не могло быть поводом для увольнения.

#### Социальное законодательство
К 1912 году общего законодательства, предусматривающего для работников по найму пособия по болезни, по беременности и родам, по безработице, пенсии по инвалидности (кроме производственных увечий) и по старости, в России не существовало. Социальное обеспечение чиновников и офицеров (отчасти и кадровых нижних чинов) было вполне удовлетворительным, включая в себя сохранение полного заработка во время болезни, пенсии по инвалидности и по выслуге лет. Однако на гражданской службе весь этот значительный социальный пакет полагался лишь тем, кто имел «права государственной службы», то есть таким служащим, чьи должности были упомянуты в законодательно утверждённом штате учреждения с точным указанием класса должности (по «Табели о рангах») и присвоенного жалования. Низовые работники канцелярий — писцы — и вспомогательный персонал (дворники, сторожа, курьеры) были полностью лишены всех этих льгот.
Явным исключением из правил были рабочие казённых горнозаводских предприятий, которые ещё при освобождении их от крепостной зависимости в 1861 году получили право на пособие по болезни от предприятия, выплачивавшееся в течение двух месяцев болезни. Кроме того, на предприятиях были созданы «вспомогательные товарищества», которые, собирая взносы в 2—3 % от заработной платы, выплачивали пособия по инвалидности, несчастным случаям и т. д. Данные учреждения, охватывавшие небольшое (21 тыс. человек в 1910 году) количество рабочих, преимущественно на Урале, не были замечены современным им обществом и не послужили образцом для распространения подобной практики на другие производства. Во многом их создание можно объяснить тем, что горная промышленность до эпохи реформ представляла собой военизированную структуру, и рабочие заводов находились на положении, схожем с армейскими нижними чинами. Таким образом они, подобно солдатам, привыкли рассчитывать на бесплатное лечение и содержание при болезни, а также небольшие пенсии по инвалидности и по старости; правительство не решилось лишить из этих льгот при переводе в лично свободное состояние.
Начиная с царствования Александра III были созданы разного рода пенсионные кассы отдельных ведомств и учреждений, работники которых не были охвачены общими государственными пенсиями. С 1888 года закон регулировал пенсионные кассы на частных железных дорогах (создававшиеся ещё с 1860-х годов), с 1894 года были учреждены пенсионные кассы на казённых железных дорогах; эти кассы в равной мере охватывали и служащих, и рабочих. В 1900 году были учреждены пенсионные кассы для народных учителей и учительниц, для вольнонаёмных служащих при казённой продаже питей. Широкое распространение имели и земские пенсионные кассы, страховавшие весьма широкий круг наёмных земских служащих; деятельность этих касс была урегулирована законом в 1900 году.
В 1897 году был издан рамочный закон, устанавливавший общие требования к пенсионным кассам любых частных предприятий; закон носил ограничительный характер, требуя от предпринимателей полной гарантии состоятельности кассы.
Введение пенсионных касс (выплачивавших, как правило, пенсии и по выслуге лет, и по инвалидности) не означало автоматически выплат пособий по болезни, однако на практике почти везде, где такие кассы были введены, рабочие и служащие получали пособие по болезни за счёт предприятий и учреждений. Это пособие не получало никакого отдельного оформления, во время болезни работник просто продолжал получать обычное жалованье.
В 1903 году появились «Правила о вознаграждении потерпевших вследствие несчастных случаев, а равно членов их семей, в предприятиях фабричнозаводской, горной и горнозаводской промышленности», которые современники рассматривали как чрезвычайно важный акт. Данный закон устанавливал полную ответственность работодателей перед работниками при несчастных случаях на производстве. При временной утрате трудоспособности рабочим уплачивали 1⁄2 среднего заработка, при наступлении инвалидности — 2⁄3 среднего заработка. По желанию рабочего выплаты по инвалидности могли капитализоваться в единовременную выплату. Закон распространялся только на указанные в его названии группы рабочих. Расходы на выплаты по несчастным случаям в период 1904—1910 годов составляли в среднем 1,1 % от заработной платы.
Страхования по безработице в Российской империи не было.
Несмотря на отсутствие обязательных требований, была довольно развита и практика добровольной выплаты предпринимателями пособий по болезни. По сведениям фабричной инспекции за 1907 год (относятся только к так называемой «цензовой» промышленности, в которой было занято 30—35 % рабочих), пособия выдавали в пятидесяти одной из шестидесяти четырёх губерний, состоявших под надзором, на 15 % предприятий, на которых работала 1⁄3 рабочих. Имелись и примеры добровольной организации больничных касс, наиболее распространённой эта практика была в Царстве Польском. Количество участников касс было незначительным; так, в 1910 году в Петроковской губернии из 126 тыс. рабочих, состоявших под надзором фабричной инспекции, в кассах участвовали 37 тыс..

### Основные статистические данные
Население Российской империи (без Финляндии) на начало 1913 года составляло 170,9 млн человек. Численность наёмных рабочих в 1913 году автор того времени оценивал в 9,2 млн, автор советского периода — в 17,8 млн человек в чрезвычайно расширенном понимании (все работающие по найму, включая домашнюю прислугу, сельскохозяйственных рабочих, подёнщиков, работников сферы обслуживания) и в 9,25 млн человек в тех определениях, которые применяли в дореволюционный период (все виды промышленности, в том числе мелкая и кустарная, строительство, транспорт).
Часть промышленности, так называемая «цензовая», состояла под надзором фабричной инспекции (особая служба Министерства промышленности и торговли); в эту группу входили наиболее крупные фабрично-заводские предприятия. Права рабочих, предприятия которых находились под государственным надзором, были лучше защищены. Благодаря тому, что инспекция собирала и обрабатывала большое количество статистических материалов о поднадзорных предприятиях, правительство было лучше ознакомлено с условиями труда в этой части промышленности; доступные данные о работающих в других секторах экономики были значительно более фрагментарными. На начало 1912 года в «цензовой» промышленности было занято 2,051 млн рабочих, на начало 1913 года — 2,151 млн рабочих.
Средний годовой заработок рабочих в цензовой промышленности за 1912 год составлял 255 рублей.
Чистый национальный продукт (ЧНП) России в 1912 году современный исследователь оценивает в 18,8—19 млрд рублей.

### Страхование по болезни в европейских странах (состояние на 1912 год)
Имевшийся на момент принятия закона опыт развитых европейских стран был разнообразным.
Часть европейских стран создала систему обязательного страхования, при которой каждый рабочий по поступлении на работу оказывался автоматически застрахованным в той пенсионной кассе, в которую входило предприятие. Обязательное страхование по болезни было введено в Германии в 1885 году, в Австрии в 1888 году, в Венгрии в 1891 году, в Норвегии в 1909 году, в Румынии в 1912 году. Позже России обязательное страхование было введено в таких странах, как Болгария (1919), Голландия (1929), Греция (1932).
Часть стран не имела системы обязательного страхования по болезни. Признанный мировой промышленный лидер — Англия — располагала только развитой и разнообразной системой добровольного страхования. Пособия по болезни выдавали и имеющие 200-летнюю историю «дружеские общества» (вид касс взаимопомощи), и коммерческие страховые организации, и общества взаимного страхования; основным страховщиком по болезни выступали чрезвычайно влиятельные профессиональные союзы. Введение обязательного страхования на момент принятия закона в России было широко обсуждаемой политической инициативой; переход на обязательное страхование произошёл в 1911—1916 годах. Во Франции все виды страхования также были добровольными. В стране действовало около 20 тысяч касс взаимопомощи, которые и осуществляли все виды социальных выплат. Государство участвовало в работе касс и производило доплаты к пенсиям по старости и по инвалидности, но в оплату пособий по болезни государство не вмешивалось. Переход на обязательное страхование произошёл только в 1930 году. Хотя страхование в Англии и Франции было добровольным, уже к началу XX века степень охвата рабочих страхованием была выше, чем предполагалось достичь по российскому закону об обязательном страховании.
Бельгия, Дания, Испания, Италия в период до Второй мировой войны не вводили обязательного страхования по болезни.

### История обсуждения и принятия закона

#### Ранние попытки создания законодательства о страховании по болезни
Начиная с 1880-х годов различные объединения предпринимателей выступали с инициативами о принятии законов о социальным обеспечении и страховании рабочих. В начале 1880-х подобного рода ходатайства заявляли Съезд горнопромышленников Царства Польского, Московский биржевой комитет, Общество для содействия русской промышленности и торговле, Съезд горнопромышленников Юга России; в середине 1890-х — Торгово-промышленный съезд в Нижнем Новгороде. Все эти инициативы правительство оставляло без рассмотрения. К 1903 году правительству удалось решить вопрос об обеспечении рабочих при несчастных случаях на производстве (см. выше), но никаких мер для введения обязательного обеспечения рабочих в случае болезни не предпринималось.
Серьёзное внимание на страхование по случаю болезни правительство обратило только после того, как оно превратилось в один из лозунгов усилившегося в начале 1900-х годов рабочего движения. Манифест от 12 декабря 1904 года признавал «неотложной задачей правительства озаботиться государственным страхованием рабочих»; манифест, содержавший многочисленные обещания без указания сроков и механизмов их реализации, в шутку называли «Мюр и Мерилиз» (по названию большого московского универмага, предлагавшего широчайший ассортимент товаров).
После событий 9 января 1905 года (Кровавое воскресенье) правительство учредило комиссию сенатора Н. В. Шидловского «для безотлагательного выяснения причин недовольства рабочих в Петербурге»; после фактического провала работы комиссии (рабочие, под влиянием социал-демократов, отказались выбирать своих представителей в комиссию) были учреждены две новых: под председательством В. И. Тимирязева для рассмотрения вопросов страхования рабочих, под председательством В. Н. Коковцова для обсуждения мер по упорядочению быта и положения рабочих. Деятельность обеих комиссий была также неуспешной.
В октябре 1905 года было образовано Министерство торговли и промышленности, которое немедленно приступило к разработке законопроектов по рабочему вопросу. К открытию I Государственной Думы (27 апреля 1906 года) Министерство подготовило 8 законопроектов (о правилах найма, о продолжительности рабочего дня, о страховании по болезни и увечью, о сберегательных кассах (мера пенсионного обеспечения), о мерах по строительству дешёвых и здоровых жилищ, о промышленной инспекции, о присутствиях, о промысловых судах). Министерство не решалось внести закон в Думу без консультаций с крупными предпринимателями, и 15 апреля министр М. М. Фёдоров провёл особое совещание с известными фабрикантами, которые решительно высказались за сокращение любых уступок рабочим, в особенности пенсионного обеспечения.
При формировании системы политический партий, произошедшем в ходе выборов в I Государственную Думу (зима — весна 1906 года), оказалось, что все партии от центра («Союз 17 октября») до крайней левой (РСДРП) включили в свои программы пункты, требующие больничного страхования и бесплатной медицинской помощи для рабочих. Это давало основание надеяться на принятие закона. Однако резкий общий противоправительственный настрой I и II Думы (так называемых «Дум народного гнева») и отсутствие консенсуса с предпринимательскими кругами заставили правительство воздержаться от внесения законопроекта. Вместо этого продолжались консультации Министерства промышленности и торговли с предпринимателями.
Положение усугубилось тем, что Министерство лихорадило от частой смены министров, имевших различное отношение к рабочему вопросу. На смену либеральному М. М. Фёдорову в мае 1906 года пришёл более консервативный Д. А. Философов, а после его смерти в декабре 1907 года министром стал вялый и неавторитетный И. П. Шипов. Между тем нажим на Министерство со стороны промышленников продолжался; наибольшую инициативность проявляло Санкт-Петербургское общество заводчиков и фабрикантов. Вопрос о том, какой именно пакет мер по рабочему вопросу должно внести правительство в Думу, и до какой меры должны дойти уступки требованиям пролетариата, оставался открытым. Можно предположить, что быстро изменявшаяся внутриполитическая ситуация сильно влияла на позиции сторон: в период, когда рабочие выступления и революция в целом шли на подъём (1904—1905 годы), и предприниматели, и правительство были готовы на существенные уступки; как только правительство начало справляться с волной революционных выступлений (1906—1907 годы), настроение изменилось не в пользу требований рабочих. По выражению автора того времени, «по мере того как реакция сменяла революционный подъём, охладевал законодательный пыл правительства».

#### История принятия Закона 1912 года
К началу 1908 года ситуация в стране стабилизировалась. Революция была подавлена, рабочие выступления в значительной мере ослабли. III Дума, открывшаяся в ноябре 1907 года, проявила готовность к конструктивному сотрудничеству с правительством. В конце марта 1908 года Министерство торговли и промышленности (МТП) закончило разработку законопроектов и передало их в Совет Министров. От обширного пакета законопроектов, разработанных к открытию I Думы в 1906 году, остались только два: о страховании рабочих на случай болезни и от несчастных случаев. От всех инициатив по созданию пенсионного обеспечения по инвалидности и старости, по обеспечению рабочих жильём, по сокращению рабочего дня, по созданию особых судов по трудовым спорам министерство решило отказаться.
В апреле 1908 года было созвано межведомственное совещание под председательством товарища министра торговли и промышленности М. А. Остроградского, к участию в совещании были приглашены и представители промышленности. Проект подвергся неожиданной критике со стороны представителей Министерства внутренних дел Н. П. Харламова и И. Я. Гурлянда, настаивавших на изменении системы страховых присутствий, с передачей их под полный контроль губернаторов, и на введении мелочного полицейского контроля над деятельностью больничных и страховых касс.
В споре между представителями МТП (прежде всего, ответственным за законопроект начальником отдела промышленности В. П. Литвиновым-Фалинским), считавшими, что рабочим надо предоставить максимум самостоятельности в полезном для них самих общественном деле, и МВД, считавшим, что только полицейские меры могут подавить социал-демократическую агитацию, победа осталась за позицией МВД. Как оказалось впоследствии, даже та административная и полицейская опека больничных касс, которая устанавливалась в новой редакции закона, не смогла предотвратить проникновение большевиков в страховую систему.
25 июня 1908 года правительство внесло в Думу пакет из четырёх законопроектов: «Об обеспечении рабочих на случай болезни», «О страховании рабочих от несчастных случаев», «О Совете по делам страхования рабочих», «О присутствиях по делам страхования рабочих»; принципиальное значение имели только два первых закона. Рассмотрение законопроектов комиссией, посвятившей им 16 заседаний, заняло более двух лет, и законопроекты были переданы на рассмотрение в Общее собрание Думы только 17 ноября 1910 года. В Общем собрании законопроект застрял: к его обсуждению приступили только 17 октября 1911 года, а принятие законопроекта произошло 11 января 1912 года. Государственный совет внёс в законопроект несколько мелких изменений, которые были приняты согласительной комиссией Думы и Государственного совета, после чего закон был принят Государственным советом 2 мая 1912 года и утверждён императором 23 июня 1912 года.
Основным предметом дискуссии в Думе была судьба фабричной медицины. Правительство предлагало установить взносы рабочих и предпринимателей в пропорции 2:3, но содержание фабричной медицины возложить на предпринимателей. Комиссия Думы по рабочему вопросу, возглавляемая октябристом бароном Е. Е. Тизенгаузеном, предлагала установить взносы в пропорции 3:2, но передать фабричную медицину больничным кассам. Премьер-министр В. Н. Коковцов, выступая в Думе, сумел убедить депутатов в правильности правительственной позиции; основным аргументом было то, что рабочие привыкли к тому, что медицинская помощь предоставляется бесплатно, за счёт предпринимателя, и перенос расходов на взносы, вычитаемые из их заработной платы, приведёт к их раздражению. В результате принятый после 4 лет рассмотрения в законодательных учреждениях закон не имел существенных отличий от первичного правительственного законопроекта; законодатели незначительно расширили круг предприятий, охватываемых страхованием, и увеличили минимальное число членов больничной кассы с 200 до 400 человек.
Дискуссионным было также и распределение взносов между рабочими и предпринимателями. Левые партии полагали, что все взносы должны быть возложены на предпринимателей. На остроту дискуссии, характерную для конфронтационной политической культуры той эпохи, не влияло то обстоятельство, что этот вопрос имел чисто символическое значение: при любом распределении взносов рабочие получали на руки одну и ту же сумму, а с точки зрения предпринимателя заработная плата и все начисления на неё составляют единый фонд в составе его производственных расходов.
Прохождение законопроекта было чрезвычайно медленным, что было характерно для всех социально значимых предложений правительства, попадавших в III Думу. Относительно быстрое прохождение законопроекта через Государственный совет (5 месяцев, включая работу согласительной комиссии) может быть объяснено только чрезвычайным давлением премьер-министра В. Н. Коковцова на законодательные учреждения в последнюю сессию III Думы (весна 1912 года) с целью обеспечить срочное рассмотрение нескольких сотен застрявших законопроектов.
Принятие закона совпало с резким ростом забастовочного движения. В 1912 году произошло 1300 забастовок по политическим мотивам против 23 в 1911 году. Так как сильный подъём рабочего движения проявился уже к началу весны 1912 года, неожиданно быстрое принятие закона Государственным советом можно рассматривать как реакцию правительства на это явление.
Государственная Дума, рассматривая законопроект, находилась под определённым давлением промышленных кругов, продолжавших отрицательно относиться к страхованию рабочих. Большое влияние на затяжки с принятием закона оказало и резко отрицательное отношение к страхованию рабочих многих членов профильной комиссии Думы (также связанных с крупной промышленностью) и в особенности её председателя барона Е. Е. Тизенгаузена, директора текстильной мануфактуры Коншиных в Серпухове. Его успешные попытки отсрочить принятие закона были подвергнуты резкой критике популярным изданием «Новое время» в статье «Законодательная обструкция»:
«Труды рабочей комиссии, в которой промышленники играют доминирующую роль, можно резюмировать весьма кратко: гг. промышленники окончательно оправились от испуга. В 1905 г. фабриканты и заводчики готовы были выполнить три четверти социалистической программы. Теперь они резонно соображают: благо в данную минуту нет угрозы массовых забастовок, нельзя ли отделаться копеечной подачкой? Более того, в расчёте спрятаться в случае чего опять за спину правительства, архилиберальные во всех прочих отношениях промышленники считают себя даже оскорбленными, если так можно выразиться, до глубины кармана предложениями того же правительства понести известные жертвы ради улучшения быта рабочего класса.».
Принятие закона Дума завершила «формулой перехода» (своеобразная резолюция, форма обхода процедурного запрета на обращение Думы к правительству), в которой выразила пожелание правительству приступить к разработке законопроектов, расширяющих круг лиц, охваченных страхованием как географически, так и по роду их занятий и размерам предприятий. Эти пожелания никогда не были исполнены.

## Положения закона

### Основные принципы
Закон устанавливал следующие базовые принципы страхования:
- Рабочие имели право на получение пособия по болезни (независимо от того, имело ли заболевание производственный характер) и по беременности и родам, а также на бесплатную медицинскую помощь;
- Пособие по болезни выплачивалось по страховому принципу, то есть за счёт невозвращаемых взносов самих застрахованных;
- Страхование осуществляли независимые больничные кассы, управляемые совместно застрахованными и предпринимателями;
- Финансирование больничных касс происходило за счёт взносов застрахованных и приплаты от работодателей;
- Кассы не были ориентированы на накопление фондов, не выделяли индивидуальные счета участников и не возвращали взносов при выходе из кассы;
- Больничные кассы не занимались ни страхованием от несчастных случаев, ни пенсионным страхованием;
- Организация и финансирование медицинской помощи рабочим возлагались на предпринимателей, с факультативной возможностью передачи лечебных учреждений больничным кассам;
- Государство не гарантировало напрямую финансовую состоятельность больничных касс, но организовывало систему надзора над их деятельностью (то есть гарантировало кассы от злоупотреблений)[19].

### Лица, подлежащие страхованию
Действию закона были подчинены только промышленные предприятия и только такие, на которые распространялся закон о страховании рабочих от несчастных случаев, то есть фабрично-заводские, горные, горнозаводские, железнодорожные (кроме принадлежащих обществам железных дорог общего пользования), судоходные по внутренним водам и трамвайные. Таким образом, страхованию не подлежала весьма значительная часть рабочих — основная масса железнодорожников, все строительные рабочие, все рабочие, занятые в гужевых перевозках, в торговле и в сфере обслуживания.
Страхованию не подлежали рабочие казённых и военных предприятий; однако существующие на момент принятия закона различные местные правила уже сделали положение данных групп рабочих более льготным, чем то предусматривалось законом.
Из числа перечисленных выше предприятий страхование распространялось только на те, где было не менее тридцати рабочих, а если предприятия были оснащены какими-либо двигателями или паровыми котлами — не менее двадцати рабочих.
Страхованию подлежали все рабочие без различия по возрасту и полу, нанятые на срок более одной недели. Служащие полностью приравнивались к рабочим, но те из них, кто получал свыше 1500 рублей в год, платил взносы и получал страховые выплаты только исходя из этой предельной суммы. Страхование распространялось и на рабочих, нанимавшихся на работы артелью.
Страхование не распространялось на безработных, рабочие теряли право на получение пособия в момент увольнения.
Ни право на получение пособия, ни право на медицинскую помощь не распространялось на членов семьи рабочего.
Действие закона распространялось только на Европейскую Россию и Кавказский край, не затрагивая Сибирь, Среднюю Азию и весьма индустриальные Привислинские губернии (Царство Польское). На этих территориях на начало 1913 года проживало 138 млн человек, что составляло 80,7 % населения империи.
Круг предприятий, охватываемых действием закона, почти точно совпадал с «цензовой» промышленностью, то есть промышленностью под надзором фабричной инспекции (см. выше). Круг страхуемых лиц при этом был шире, так как статистика и надзор инспекции относились только к рабочим, а страхованием по закону охватывались и рабочие, и служащие. При числе зарегистрированных рабочих в 2151 тыс. человек (на конец 1912 года) с учётом прибавления служащих и общего роста промышленности министерство ожидало охватить страхованием около 2,5 млн человек.

### Организация больничных касс

#### Учреждение больничных касс
Для управления сбором страховых взносов и страховыми выплатами предпринимателям предписывалось самостоятельно учредить самоуправляемые общественные организации — больничные кассы.
Больничные кассы могли быть учреждены как для одного предприятия, так и для нескольких предприятий одновременно. Число участников больничной кассы не могло быть менее двухсот. Больничные кассы не могли конкурировать друг с другом, и если предприятие вступало в какую-либо кассу (либо учреждало её), все его рабочие в обязательном порядке становились участниками данной кассы.
Учреждение касс, вступление предприятий в определённую кассу, создание уставов касс были предметом переговоров Присутствий по делам страхования рабочих или фабричных инспекторов и владельцев предприятий; рабочие могли выбрать уполномоченных для объявления владельцам предприятия их предложений, но владельцы не имели обязанности согласовывать свои действия с рабочими.
Владельцы предприятий подавали заявления на открытие касс и проекты уставов касс фабричным инспекторам, а те, если уставы не имели существенных отклонений от типовой формы, утверждали их, а в случае значимых отклонений — передавали для утверждения Присутствиям по делам страхования рабочих. Срок рассмотрения заявлений был 6-недельным, при отсутствии мотивированного отказа уставы считались утверждёнными.
Порядок открытия касс был многоступенчатым. На первом этапе предприятия с числом рабочих более двухсот должны были определиться, создают ли они отдельные кассы для своих предприятий или же желают вступить в общие. После этого Присутствие по делам страхования рабочих созывало районное собрание представителей предприятий, не учредивших отдельных касс, на котором предприятия могли самостоятельно решить, как именно и в каком количестве они желают устраивать общие кассы. Предприятиям давался срок на выработку нетиповых уставов касс, и если к указанному сроку они не предоставляли свой проект устава, Присутствие принудительно учреждало для них кассу с нормальным (то есть типовым) уставом. После этого Присутствие принудительно объединяло в группы те предприятия, которые не проявили никакой инициативы, и учреждало кассы для них. Сроки всех этих действий определялись Присутствиями самостоятельно, исходя из местных условий.
Кассы пользовались правами юридического лица, но их уставы ограничивали их правоспособность — они могли приобретать имущество и вести коммерческую деятельность только в целях и в пределах выполнения основной уставной задачи — обеспечения выплат по болезни.

#### Управление больничными кассами
Закон не устанавливал требований к организации управления больничными кассами, однако подавляющее большинство касс либо применяло рекомендуемый правительством нормальный (то есть типовой) устав, либо отклонялось от него в малосущественных деталях.
Касса управлялась общим собранием участников, участие в котором принимали выборные уполномоченные от застрахованных и представители владельца предприятия. Число уполномоченных могло быть от тридцати до ста. Владелец предприятия назначал своих представителей на общее собрание; представители, независимо от их количества, располагали количеством голосов, равным 2⁄3 от количества уполномоченных от рабочих. Право председательства на собрании принадлежало предпринимателю или его представителю.
Для управления текущими делами кассы общее собрание избирало правление. Правление должно было иметь нечётное число членов и состоять из представителей предпринимателя и выборных членов от рабочих, каковых должно было быть на одного человека больше. Правление избирало председателя и его товарищей.
К компетенции правления относились только простейшие текущие вопросы: учёт застрахованных и больных, определение среднего заработка, расчёт пособий по болезни, установление факта болезни, ведение документации. Все остальные вопросы разрешались общим собранием.
Закон тщательно следил за тем, чтобы больничные кассы не могли превратиться в инструмент классовой или политической борьбы рабочих. На общие собрания в обязательном порядке приглашалась полиция. Повестка собрания определялась заранее, все желающие поднять обсуждение какой-либо темы должны были предварительно подать запрос в правление кассы. В случае отклонения от утверждённой повестки собрание немедленно должно было быть закрыто; закрыть собрание мог не только его председатель, но и представитель полиции.

#### Надзорные органы
В губерниях создавались Присутствия по делам страхования рабочих (страховые присутствия). Присутствие представляло собой межведомственную комиссию в составе губернатора, вице-губернатора, управляющего Казённой палатой, прокурора окружного суда или его товарища, старшего фабричного инспектора, губернского врачебного инспектора, члена по назначению от министра внутренних дел, фабричного инспектора (по выбору министра торговли и промышленности), двух членов от губернского земства, одного члена от городской думы, двух выборных членов от владельцев предприятий, двух выборных членов от участников больничных касс (то есть от застрахованных рабочих). В Петербурге, Москве, Одессе и Варшаве были созданы городские присутствия (отдельные от губернских) под председательством градоначальника.
Присутствия вели мелочный контроль над действиями больничных касс; согласие присутствия требовалось для учреждения одной кассы на несколько предприятий, слияния касс, увеличения размера взносов и множества других действий; присутствия имели право ревизии касс.
Делопроизводством присутствия заведовал старший фабричный инспектор, решавший не имеющие принципиального значения дела (прежде всего частные жалобы на действия касс) своей властью.
На общегосударственном уровне для решения вопросов страхования был создан Совет по делам страхования рабочих при министре торговли и промышленности. Совет под председательством министра торговли и промышленности состоял из его товарищей, директора Горного департамента, начальника отдела промышленности и его товарища, управляющего отделом торговли, двух штатных членов от Министерства торговли и промышленности, двух членов от Министерства внутренних дел, членов от министерств финансов, юстиции, путей сообщения, главного управления землеустройства и земледелия, члена от Медицинского совета, двух членов от Петербургских городского и губернского земских собраний, пяти членов от владельцев предприятий и пяти членов от застрахованных. Членов от застрахованных выбирали правления петербургских больничных касс. Само их наличие в составе Совета было уникальным для царской России прецедентом — первый раз к участию в бюрократическом органе столь высокого уровня приглашали выборных от рабочих.

### Денежные выплаты застрахованным
С момента вступления предприятия в больничную кассу (или учреждения при нём кассы) все его сотрудники автоматически получали право на пособия по болезни, по родам и на погребение.
Пособие по болезни могло составлять для имеющих на иждивении жену или детей до 15 лет — от 1⁄2 до 2⁄3 заработка, для неимеющих иждивенцев — от 1⁄4 до 1⁄2 заработка. Точный размер устанавливали ежегодно сами застрахованные на общем собрании больничной кассы. Пособие рассчитывали по среднему заработку на один рабочий день. Рабочие были обязаны своевременно заявлять о болезни и выполнять назначения врача, в противном случае по постановлению правления кассы они могли быть полностью или частично лишены пособия, а также оштрафованы на сумму до трёх рублей в пользу кассы.
Пособия выдавались с четвёртого дня болезни (по решению собрания кассы можно было выдавать пособие и с первого дня) и до выздоровления, но на срок не более 26 недель по одному заболеванию, а также не более 30 недель в год по всем случаям заболевания совместно. При несчастных случаях на производстве пособия выдавались за счёт больничных касс в течение первых 13 недель, после чего выплаты производились страховыми кассами.
Пособия выдавались только за рабочие дни, пришедшиеся на время болезни, но по решению собрания кассы можно было выдавать пособие и за все дни.
Пособие по родам составляло от 1⁄2 заработка до полного заработка. Точный размер устанавливали ежегодно сами застрахованные на общем собрании больничной кассы. Пособие выплачивали за 2 недели до родов и 6 недель после родов.
Пособие по случаю смерти выдавалось тем, кто хоронил застрахованного, и составляло от двадцати до тридцати средних дневных заработков.

### Предоставление медицинской помощи
Закон возлагал предоставление медицинской помощи на предпринимателей, которые были обязаны безвозмездно обеспечить рабочих следующими видами помощи:
- первоначальная помощь при внезапных заболеваниях и несчастных случаях;
- амбулаторное лечение;
- родовспоможение;
- больничное (коечное) лечение с полным содержанием больных.

Предприниматели не имели обязанности организовывать все виды лечения самостоятельно и могли осуществлять лечение больных в сторонних медицинских учреждениях, возмещая их расходы на уровне не ниже устанавливаемого страховыми присутствиями тарифа.
Если заболевание не влекло утрату трудоспособности, продолжительность лечения не ограничивали; в случае наступления инвалидности предприниматель оплачивал первые четыре месяца лечения, после чего за лечение платили страховые товарищества. Помощь оказывали при любых заболеваниях, кроме вызванных злонамеренным поведением больного (запои, драки).
Закон описывал объём требуемой медицинской помощи крайне расплывчато, и в 1913 году министерство выпустило детальную обязательную инструкцию. От предпринимателей требовали:
- Иметь на производстве всё необходимое для оказания неотложной помощи;
- На предприятиях с числом работающих более ста устроить комнату для амбулаторного приёма врача;
- Организовать амбулаторный приём врача: при численности рабочих свыше 1000 — ежедневно, от 500 до 1000 — приём три раза в неделю, от 100 до 500 — два раза в неделю; менее 100 — один раз в неделю.
- На предприятиях с числом работающих более 500 иметь в штате фельдшера;
- На предприятиях с числом работающих женщин более 100 обеспечить акушерскую помощь.

Во всех остальных случаях медицинская помощь могли оказывать сторонние медицинские учреждения за счёт предпринимателя; тарифы на эти услуги устанавливали страховые присутствия.
При заболеваниях, не влекших окончательную потерю трудоспособности, медицинскую помощь предоставляли до выздоровления, независимо от продолжительности болезни. В случае наступления инвалидности в результате несчастного случая на производстве первые четыре месяца медицинскую помощь оказывали за счёт предпринимателя, а далее — за счёт страховой кассы. В случае наступления инвалидности не в результате несчастного случая на производстве медицинскую помощь оказывали за счёт предпринимателя не более чем в продолжении четырёх месяцев.

### Страховые взносы
Закон устанавливал диапазон страховых взносов, уплачиваемых застрахованными, — от 1 до 2 % от суммы заработка. В кассах с числом участников до четырёхсот, имевших более высокие управленческие расходы, взносы разрешалось увеличивать до 3 %. Точное значение устанавливали ежегодно на общем собрании участников кассы; эта мера позволяла точно регулировать баланс кассы в зависимости от текущих результатов. Государство не гарантировало кредитоспособность больничных касс, и при наличии дефицита кассы должны были понизить выплаты до разрешаемого законом минимума, а если это не было достаточным — по специальному разрешению могли повышать взносы выше установленного максимума.
Предприниматели обязаны были приплатить ещё 2⁄3 от суммы, внесённой застрахованными. Таким образом, общая сумма взносов составляла от 1,66 до 3,33 % от заработной платы (в малых кассах — до 5 %), с разделением между рабочими и предпринимателями в пропорции 60:40.
Все взносы начислялись и уплачивались в кассу предпринимателем, без выдачи их на руки рабочим. Разделение взносов на взносы от рабочих и от предпринимателя имело чисто символическое значение, за исключением того, что цифра заработной платы в трудовом договоре включала в себя и взносы работающего в больничную кассу.
Финансовая политика касс существенно отличалась от других страховых учреждений — кассы не имели главной задачей накопление резервов. Если взносы превышали выплаты, кассы были обязаны сформировать определённой величины запасной капитал до размера двух годовых оборотов кассы, после чего они могли либо увеличить размер выплат относительно заработка, либо уменьшить взносы. Данная особенность касс привела к тому, что они мало пострадали от высокой инфляции в период Первой мировой войны и при Временном правительстве. В то время как инфляция уничтожила капиталы различных накопительных касс, больничные кассы, расходовавшие получаемые взносы непосредственно в месяц их получения, продолжали оставаться полезными для застрахованных.

## Германская система страхования как модель для закона 1912 года
При составлении проекта закона о страховании рабочих на случай болезни российские чиновники ориентировались прежде всего на опыт Германии. Германское социальное законодательство на начало XX века считалось самым развитым в мире. К 1889 году в Германии для рабочих действовало обязательное страхование от несчастных случаев, по болезни, по инвалидности, пенсионное страхование по старости. В 1900 году, к началу разработки закона в России, в Германии обсуждали уже планы страхования по безработице и распространения страхования по старости на неработающих членов семьи рабочих.
Большое влияние на концепцию закона оказало то, что один из основных его авторов, В. П. Литвинов-Фалинский (с 1905 года — начальник отдела промышленности Министерства торговли и промышленности), был настолько хорошо знаком с германским опытом, что написал на эту тему отдельную книгу. Известны ещё как минимум 4 книги на русском языке того времени, специально посвящённые германской системе страхования.
Страхование в Германии имело значительно более широкий размах и охватывало всех работающих по найму, занятых в промышленности, торговле и в ремесленных заведениях, а с 1900 года — и занятых надомным трудом. Система страхования точно так же, как и в России, была основана на множестве независимых больничных касс, но система касс была устроена сложнее: кроме касс, привязанных к отдельным предприятиям, существовали также местные и общинные кассы, в которые могли вступать те работники, предприятия которых не были привязаны к определённой кассе. Минимальное количество участников кассы составляло 50 человек.
На момент принятия закона в 1912 году в Германии действовали 23 тысячи больничных касс, в которых состояли 13 миллионов участников (при 65,5 млн населения).
Законодательное регулирование работы касс было более сложным и гибким. Допускаемый законом размер взносов изменялся более широко и в некоторых случаях мог достигать 4,5 % от заработка. Доля взносов работодателей составляла половину от взносов застрахованных, то есть была меньше, чем в России. Наиболее распространёнными были выплаты с третьего дня болезни в размере половины среднего заработка, в некоторых кассах поднимаясь до ¾ заработка. Всем застрахованным предоставляли бесплатную медицинскую помощь, но её организация, в отличие от России, вменялась в обязанность не работодателям, а больничным кассам.
В целом российская система страхования по болезни повторяла германскую в её основных чертах:
- Страхование осуществляли многочисленные независимые больничные кассы, управляемые самими застрахованными;
- Финансирование больничных касс происходило за счёт взносов застрахованных и приплаты от работодателей;
- Кассы не были ориентированы на накопление фондов, не выделяли индивидуальные счета участников и не возвращали взносов при выходе из кассы;
- Больничные кассы не занимались ни страхованием от несчастных случаев, ни пенсионным страхованием.

В то же время российская страховая система была более простой и менее гибкой. Очевидно, что российские чиновники рассчитывали постепенно отладить работу системы за счёт дальнейшего издания различных подзаконных актов (министерских инструкций, прецедентных решений Сената и т. п.), что соответствовало сложившейся бюрократической традиции. Значительно меньшая самостоятельность в России была предоставлена и самим рабочим, вся ответственность за содержание фабричной медицины была вынесена на предпринимателей.

## Реализация закона

### Развитие системы больничных касс

#### Создание сети больничных касс
К моменту принятия закона в июле 1912 года Министерство торговли и промышленности, отвечавшее за его проведение в жизнь, успело проделать некоторую подготовительную работу; в частности, был разработан нормальный (типовой) устав больничных касс. Закон не устанавливал сроков создания сети больничных касс, предоставляя Министерству торговли и промышленности и органам страхового надзора на местах самостоятельно разработать график этого многоступенчатого процесса. Первоначально министерство предполагало начать открывать больничные кассы с января 1913 года и завершить весь процесс за год. Эти планы не удалось осуществить. Первую половину 1913 года создание больничных касс встречало заметное сопротивление как со стороны предпринимателей, так и со стороны рабочих.
Рабочие ряда предприятий, не признававшие никаких выгод страхования и не желавшие платить взносы из заработной платы, бойкотировали выборы уполномоченных на собрания для организации больничных касс. Примечательно, что такой политики рабочие придерживались там, где они в наименьшей степени были охвачены социал-демократической пропагандой (РСДРП выступала за создание касс). Рабочие, находившиеся под воздействием социал-демократических лозунгов, стремились к созданию касс, но выдвигали при этом чрезмерно радикальные требования, соответствовавшие большевистской страховой программе (см. ниже); не находя общего языка с предпринимателями на учредительных собраниях, они часто блокировали принятие уставов касс или бойкотировали выборы уполномоченных на собрания. Провинциальные фабричные инспекторы жаловались также и на «тихий саботаж» со стороны предпринимателей.
Первая больничная касса была учреждена 9 мая 1913 года при Невском стеариновом заводе в Санкт-Петербурге. Только во второй половине 1913 года процесс организации касс удалось сдвинуть с места. На 1 сентября 1913 года были открыты и находились в процессе организации 1293 кассы с 958 тыс. участников, на 1 января 1914 года — 2413 касс с 1,814 млн участников. К июлю 1914 года (то есть к моменту начала Первой мировой войны) действовали и находились в процессе организации уже 2660 касс с почти 2 млн участников — то есть около 90 % расчётного числа касс и 80 % расчётного числа участников по первичным предположениям правительства, причем фактически выдавали пособия 60 % от расчётного числа касс, охватывавших 64 % рабочих, подлежащих страхованию.
Первая мировая война существенно замедлила темп создания больничных касс. Последние данные, относящиеся к апрелю 1916 года, свидетельствуют о том, что пособия ещё не получали 26 % подлежащих страхованию рабочих; к созданию 10 % от расчётного числа касс ещё не приступили, а 16 % от расчётного числа касс ещё не начали действовать, находясь в процессе оформления документов. К Февральской революции 1917 года было создано около 78 % от намеченного правительством числа касс. Страхованием было охвачено около 2 млн рабочих.

#### Функционирование больничных касс
Больничные кассы имели некоторую самостоятельность в установлении размера взносов и пособий. В целом провинциальные и мелкие предприятия, предприятия с малоквалифицированными и сезонными рабочими тяготели к установлению минимальных (1 %) взносов, в то время как столичные и крупные предприятия предпочитали устанавливать максимальный (2 %) размер взносов. Не менее разнообразной оказалась и практика больничных касс в части установления льготных условий получения пособий: многие крупные предприятия выплачивали пособие с первого дня болезни, а также не только за рабочие, но и за праздничные дни.
В целом по стране не успели сложиться устойчивая практика работы больничных касс и традиции страхового дела. Кассы, ещё не получившие опыта, экспериментировали с размерами взносов, размерами и условиями выплат (закон устанавливал определённые рамки для самостоятельных решений собраний касс). Общих тенденций пока что не прослеживалось.
Кассы сталкивались с проблемой симуляции болезней и прогулов из-за пьянства, выдаваемых за болезнь. Около трети касс избрало специальных контролёров, в обязанности которых входил обход всех заболевших; для получения пособия больные должны были находиться дома в трезвом состоянии. Министерство торговли и промышленности разработало инструкцию, которая рекомендовала кассам вводить особые «листки о болезни». Заболевшие должны были получить листок в кассе, а для получения пособия вернуть его с отметкой врача.
Выборочная статистика за 1915 год показала, что рабочие в среднем не выходили на работу по болезни 10,5 дней в году, что составляло около 4 % рабочего времени.
Практика показала разумность выбранной модели, позволявшей кассам плавно регулировать размеры взносов, платежей по болезни и условия получения этих платежей, добиваясь тем самым финансового баланса. Ряд касс, принявших в первый год существования чрезмерно льготные размеры платежей при небольших взносах, показали дефицит, после чего вынуждены были пересмотреть свою финансовую политику. Отдельные кассы, напротив, показали излишек неизрасходованных взносов. При этом общие рамочные цифры взносов и платежей, принятые в законе, оказались рассчитанными правильно — на практике не произошло ни дефолтов больничных касс, ни чрезмерного накопления ими капиталов. Все кассы, показавшие дисбаланс за первый период работы, имели возможность ликвидировать его, оставаясь в установленном диапазоне размеров взносов и страховых выплат.

### Развитие фабричной и кассовой медицины
Вопрос о соотношении фабричной (управлявшейся владельцами предприятий) и кассовой медицины был предметом непрерывных трений между предпринимателями и представителями рабочих в кассах. Закон 1912 года не обязывал больничные кассы содержать медицинские учреждения, но дозволял им принимать на себя эту обязанность добровольно. Собственники предпочитали сдерживать инициативы рабочих и удерживать организацию медицинской помощи в своих руках. Требование передачи фабричной медицины в управление больничным кассам было одним из пунктов большевистской страховой программы.
Так как создание учреждений здравоохранения было более сложной и долгой задачей, чем организация сборов и выплат, к Февральской революции только очень немногие больничные кассы смогли создать собственную систему медицинской помощи. К февралю 1917 года в России существовало около десятка кассовых лечебниц, преимущественно сосредоточенных в Петрограде.
Система фабричной (то есть принадлежащей предприятиям) медицины имела значительно более долгую историю и по этой причине была более развитой. Первые попытки законодательно обязать владельцев предприятий обеспечивать рабочих медицинской помощью относятся ещё к 1866 году. Хотя законодательство до 1912 года не содержало прямого требования ко всем фабрикантам обеспечивать медпомощь, государству постепенно удалось добиться появления на крупнейших предприятиях заводских больниц и бесплатности предоставления помощи. Данные статистики свидетельствуют о постепенном, хотя и медленном, развитии фабричной медицины. На 1907 год в «цензовой» промышленности медпомощь предоставлялась на 5439 предприятиях с 1,52 млн рабочих, а полная (то есть включающая стационарное лечение) помощь — на 964 предприятиях с 798 тыс. рабочих. Расходы на лечение на одного работающего составляли 6,19 рублей в год.
Развитие фабричной медицины имело принципиальное значение только для рабочих тех предприятий, которые находились вне уездных городов. Рабочие, проживавшие в городах, имели возможность пользоваться услугами земских лечебных учреждений на равных правах со всеми жителями; эти услуги, в зависимости от политики отдельных земств, были либо бесплатными, либо предоставлялись за символическую плату. Городские самоуправления, в отличие от земств, во многих случаях собирали с жителей специальный обязательный больничный сбор, плательщики сбора получали право бесплатно пользоваться городскими медицинскими учреждениями. Размер сбора даже в крупных городах был невелик (1 рубль в год). Таким образом, фабричные больницы и амбулатории воспринимались городскими рабочими как существенное преимущество, только если они предоставляли более качественные медицинские услуги, чем земские и городские медицинские учреждения.
Инструкция, формулировавшая точные требования к фабричным медицинским учреждениям, была выпущена только в середине 1913 года; к началу Первой мировой войны никаких существенных подвижек в развитии фабричной медицины не произошло; тем более что инструкция не обязывала устраивать на заводе полноценные больницы с койками. Министерство торговли и промышленности не успело собрать данные о состоянии фабричной медицины после принятия закона, так что степень развития фабричной медицины после 1907 года не может быть точно описана количественно. По выборочным данным на 1912 год, только 16 % рабочих не получали на предприятиях никакой медицинской помощи. Учитывая уровень развития фабричной медицины на момент принятия закона (средние фабричные расходы на медицинское обслуживание одного занятого уже превышали общие расходы на одного жителя России более чем в 10 раз), быстрого скачка в развитии фабричной медицины не ожидали.

### Страховая программа большевиков и политизация больничных касс
Страховая программа социал-демократической партии, принятая на Венской конференции в августе — сентябре 1912 года, объявляла вводимую систему страхования «фальсифицированной» и призывала рабочих бороться за совершенно другую систему, обладающую следующими чертами:
- полный охват страхованием всех занятых наёмным трудом;
- полный комплекс всех видов социального страхования (по несчастным случаям, по болезни, по безработице, по инвалидности, по старости);
- полная передача управления страховым делом в руки рабочих;
- отмена взносов с застрахованных и финансирование системы предпринимателями и государством за счёт прогрессивно-подоходного налога (собственно говоря, такая система уже не могла называться страхованием).

Однако, раз уж больничные кассы существуют, «вводимые в жизнь страховые законы могут и должны быть сделаны исходными опорными пунктами для классового сплочения рабочих, для новой, ещё более энергичной борьбы за действительное всестороннее страхование рабочих». Членам партии предписывалось принимать как можно более активное участие в создании касс, в подготовке их уставов и добиваться того, чтобы правления больничных касс были заполнены партийными активистами. Оказавшись в правлениях касс, партийцам следовало оказывать как можно активный нажим на предпринимателей с целью передать распоряжение средствами и фабричную медицину в управление кассам.
Программа, по существу, представляла собой продолжение общей политики большевиков, заключавшейся в использовании всех легальных возможностей участия в общественной жизни, причём не с целью использовать эти возможности для непосредственной пользы рабочим, а с целью выдвижения заведомо невыполнимых требований и возбуждения в рабочих недовольства, которое, в свою очередь, должно было обострить ситуацию и тем самым приблизить падение самодержавия. Эта позиция не сходилась с позицией меньшевистской фракции партии (и в особенности с позицией так называемых «ликвидаторов» (направление в меньшевистской фракции РСДРП, выступавшее за полную легализацию деятельности партии)), более надеявшейся на возможность полезного и легального использования разумных общественных институтов, и служила причиной ожесточённой межфракционной борьбы.
И большевистская, и меньшевистская фракции РСДРП уделяли большое внимание страховой программе. Признаком этого стало появление специальной страховой прессы: меньшевики с декабря 1912 года издавали журнал «Страхование рабочих», большевики с октября 1913 года издавали журнал «Вопросы страхования»; во всех социал-демократических газетах существовали особые рубрики, посвящённые страхованию. Этот интерес к страхованию был уникальным — ни одна другая политическая партия не проявила глубокого внимания к данному вопросу.
Большевистская программа проникновения в больничные кассы увенчалась полным успехом. Большевики сумели провести на выборах в правления больничных касс множество своих представителей, в особенности в крупных индустриальных центрах, где их влияние было особенно сильным. Во многих случаях сами конторы больничных касс на предприятиях превращались в своего рода партийные центры. Характерны воспоминания большевика А. А. Андреева о кассе Путиловского завода: «Больничная касса служила своеобразным большевистским штабом партийной организации завода и всего Нарвского района. Там обсуждались очередные партийные дела, составлялись листовки. В деловых папках хранилась нелегальная литература».
Служащими больничных касс работали такие будущие крупные деятели ВКП(б) как В. В. Куйбышев, М. И. Калинин, С. В. Косиор, Н. И. Подвойский.
В большой скандал превратились выборы представителей рабочих в Совет по делам страхования при министре торговли и промышленности, высший надзорный орган по делам страхования. В Совете по закону было пятеро выборных представителей рабочих (и 10 заместителей на случай их выбытия), которые выбирались правлениями больничных касс санкт-петербургских предприятий. Совет начал свою деятельность раньше, чем были созданы больничные кассы, и министр С. И. Тимашев без выборов назначил рабочих из числа уполномоченных рабочей курии, избранных в 1912 году для выборов в Государственную думу. На первое заседание Совета в ноябре 1912 года явились четверо из 15 членов от рабочих, они заявили о своём несогласии с процедурой назначения и отказались от участия в работе Совета. Совет в новом составе, с правильно избранными рабочими, начал действовать только в мае 1914 года. Из пяти членов совета четверо оказались большевиками, и только один «ликвидатором». Рабочая группа Совета по делам страхования оказалась третьей (после фракции в Государственной думе и газеты «Правда») довоенной площадкой легальной деятельности большевиков и в таковом качестве чрезвычайно ценилась партией.
Не меньшую активность проявили большевики и на состоявшихся в мае 1914 года выборах в губернские учреждения страхового надзора — страховые присутствия; в частности, все представители от рабочих в столичном присутствии были большевиками.
Власти отвечали на эту активность большевиков арестами партийцев, принимавших участие в страховом движении. Преследования большевиков особенно усилились с началом Первой мировой войны, когда пораженческая программа партии подорвала её репутацию во всех кругах общества, кроме среды рабочих. В результате массовых арестов членов РСДРП в Петроградском страховом присутствии к 1916 году не осталось представителей от рабочих, а в Совете по делам страхования из 15 членов на свободе осталось только трое.
В апреле 1914 года большевистская группа социал-демократической фракции IV Государственной думы разработала проект закона «О социальном страховании рабочих и служащих», отражающий радикальную фракционную программу; проект представлял собой декларацию и не имел практических шансов стать законом. Начало войны помешало внести законопроект в Думу, а в ноябре 1914 года большевистская фракция была исключена из Думы и предана суду.

### Общие итоги
Страховой закон 1912 года был реализован в полной мере, если рассматривать данную законодательную инициативу в тех узких рамках, в которых она была сформулирована. К моменту Февральской революции была организована большая часть запроектированных правительством страховых касс, охват страхованием достиг 80 % от круга рабочих, на который он был рассчитан. Закон предусматривал надёжные механизмы обеспечения выплат по болезни, которые не дали сбоя, — в целом все заболевшие застрахованные получили причитающиеся им платежи.
Экономический эффект закона был малозначительным. Несмотря на беспокойство предпринимательских организаций, проявленное при его принятии, общий объём выплат достиг не более чем 0,1 % ЧНП, не оказав никакого заметного воздействия на финансовые результаты предпринимательской деятельности. На фоне огромного влияния, произведённого на экономику Первой мировой войной (уже в 1914 году военные расходы составили более 5 млрд рублей), объёмы страховых выплат по болезни были просто ничтожными.
Политический эффект закона не соответствовал первоначальным ожиданиям. Многолетние задержки привели к тому, что закон был принят в период, когда фабрично-заводские рабочие уже находились под сильнейшим воздействием социал-демократической пропаганды. Любые официальные выборы в рабочей среде (выборы фабричных старост, выборы в Государственную думу от рабочей курии) приводили к победе социал-демократических кандидатов; выборы членов правлений больничных касс и представителей от рабочих в учреждения страхового надзора не могли стать исключением. В результате реализация закона не привела к отвлечению рабочих от политической борьбы в сторону мирной и конструктивной общественной деятельности, а, напротив, дала большевикам новые агитационные площадки. В довершение всех бед как раз рабочие, наименее затронутые пропагандой левых партий, активно выступали против страхового закона, не желая платить никаких взносов.
Закон был основан на новаторских (по сравнению с действующим тогда законодательством Российской империи) принципах:
- Доступ к благам социального страхования предоставлялся всем на равных условиях, без дискриминации по полу, сословию, вероисповеданию;
- Предусматривались социальные льготы для застрахованных, имеющих иждивенцев;
- Рабочие и служащие рассматривались как единая группа работников по найму.

Однако на фоне политической борьбы и революционной агитации левых партий эти умеренные достижения не были в должной мере отмечены современниками, которых привлекало обсуждение более ярких и радикальных лозунгов: всеобщего избирательного права, парламентской модели правления, 8-часового рабочего дня, отмены сословной системы.
Сотрудничавший с меньшевиками специалист по страховому делу Н. А. Вигдорчик выразительно описал общий правительственный курс на медленное развитие социального законодательства:
«Если бы история России продолжала бы идти тем же темпом, то законы бы эти подверглись медленному и постепенному усовершенствованию. В течение ряда лет был бы, вероятно, издан десяток новелл, накладывающих заплаты на наиболее кричащие прорехи страховых законов. Затем через десятилетие появился бы закон о страховании на случай инвалидности и старости, тоже урезанный, несовершенный и робкий, который в свою очередь потребовал бы нового ряда дополнений и изменений. Потом, может быть, были бы сделаны какие-либо попытки по страхованию материнства и безработицы, и т. д.»
События войны и революции немедленно перечеркнули результаты этой консервативной, медлительной политики.

## Страхование по болезни при Временном правительстве
Временное правительство в вопросах страхования рабочих действовало в целом в рамках дореволюционной «страховой программы» социал-демократов. Министром труда во втором и третьем коалиционных составах правительства (с 5 мая 1917 года) был меньшевик М. И. Скобелев. Наиболее значимое постановление Временного правительства было издано 25 июля 1917 года. Постановлением предусматривались следующие меры:
- страхование было распространено на всю территорию России (то есть на Сибирь и Среднюю Азию);
- страхованием охватывались строительные и ремесленные рабочие;
- страхование распространялось на предприятия с численностью рабочих не менее пяти (вместо старой нормы в 20 и 30 рабочих);
- больничным кассам было разрешено сливаться и укрупняться; минимальное количество участников было установлено в 500 человек;
- управление кассами было полностью передано застрахованным, предприниматели были устранены от участия в делах касс; было увеличено представительство застрахованных в Присутствиях и Страховом совете;
- взносы предпринимателей были увеличены до размеров взносов застрахованных (ранее составляли 2⁄3 от них);
- максимальная продолжительность пособия по болезни была увеличена до полугода, пособия по родам — до 8 недель.

Таким образом, почти все дореволюционные требования рабочих к системе страхования были исполнены. Не были реализованы лишь два старых требования: возложение всех взносов на предпринимателей (имевшее исключительно символическое значение) и распространение страхования на всех трудящихся без исключения (выявление и регистрация всех работающих по найму представлялась на тот момент технически невозможной). История не дала режиму Временного правительства времени на реализацию этих широких планов; через три месяца заботы о реформировании системы страхования достались новому советскому правительству.

## Страхование по болезни после Октябрьской революции
Первоначальная политика большевиков после Октябрьской революции состояла в дальнейшем расширении прав и материальных возможностей больничных касс, что находилось в рамках дореволюционной страховой программы и продолжало политику Временного правительства. Декретом Совнаркома РСФСР от 14 ноября 1917 года все лечебные учреждения, принадлежавшие предприятиям, передавались больничным кассам; владельцы тех предприятий, где таких учреждений не было, обязаны были внести в кассы денежную компенсацию. Губернские присутствия по делам страхования рабочих были переименованы в Страховые присутствия, а их состав демократизирован — делегаты больничных касс численно преобладали над представителями властей, в том же направлении был реформирован и общероссийский Страховой совет. 22 декабря Всероссийский центральный исполнительный комитет издал декрет «О страховании на случай болезни», существенно расширявший круг застрахованных. Теперь обязательному страхованию подлежали все трудящиеся, кроме самозанятых крестьян и ремесленников. Больничные кассы сохранялись, но они обязаны были укрупниться, слившись в общегородские и окружные кассы. Размер пособия был увеличен до размера полного заработка, продолжительность получения пособия не ограничивалась. Пособие по родам было увеличено до восьми недель до и восьми недель после родов. Взносы в кассы уплачивали только предприниматели, а их размер был увеличен до 10 % от заработка. Сохранялись и страховые кассы, которые должны были компенсировать больничным кассам расходы на лечение и пособия при увечьях.
Экономические и политические реалии 1918—1919 годов не способствовали развитию института больничных касс. Гиперинфляция сделала денежную часть заработной платы практически бессмысленной, основным источником существования рабочих стали продовольственные пайки, мешочничество, спекуляция, огородничество, прямое распределение промтоваров. Сбор страховых взносов и денежные выплаты из касс постепенно утратили всякое значение, и кассы превратились исключительно в органы управления теми медицинскими учреждениями, которые были учреждены непосредственно при предприятиях. На фоне разгорающейся Гражданской войны, мобилизаций, разрухи в промышленности, уменьшения населения городов участники больничных касс утеряли всякий интерес к функционированию данной системы страхования. Декларируемая Советской властью широкая и комплексная программа социального обеспечения (общие расходы на социальное обеспечение в 1918—1919 годах формально составляли 30—35 % от заработной платы) не выдержала столкновения с действительностью и не смогла противодействовать сильнейшему падению жизненного уровня населения.
По выражению автора того времени, «Советская власть не только разрушала то, что существовало до неё, но безжалостно ломала и произведения собственных рук». Не успев реализоваться, первичная политика в сфере социального страхования немедленно стала изменяться на ходу. Больничные кассы постепенно сливались со страховыми кассами, превращаясь в универсальные страховые организации, производящие выплаты по болезни, по инвалидности, по старости и даже по безработице. Чем ничтожнее на фоне инфляции и разрухи оказывалась предоставляемая страховой системой помощь, тем более запутанными становились законоположения в этой области; старые и новые законы, ведомственные инструкции, частично действующие и частично отменённые, причудливо наслаивались друг на друга. Страховые присутствия на практике были упразднены. В июле 1918 года был создан Народный комиссариат здравоохранения, которому начали постепенно передавать лечебные учреждения. По мере того как в 1918—1919 годах под давлением антикапиталистически настроенной власти и разрухи исчезли последние частные предприятия, существующая система взимания сборов на социальное страхование с предпринимателей потеряла смысл.
31 октября 1918 года было издано «Положение о социальном обеспечении трудящихся», показавшее полный отказ правительства от ранее объявленного курса на страхование рабочих. Этот акт соответствовал новым социальным реалиям — капиталистическая система хозяйствования была почти полностью подавлена, все независимые институты самоуправления трудящихся свёрнуты; государство подчинило себе практически все общественные институты. В Положении уже не упоминалось о страховании, а говорилось о социальном обеспечении. Больничные кассы заменялись государственными учреждениями — местными подотделами социального обеспечения, взносы частных предпринимателей поступали непосредственно в казну, откуда и производились все виды социальных выплат. Так как государство уже стало основным работодателем, оно не выделяло и не уплачивало взносов самому себе, так что весь смысл страхового устройства социальной системы был уничтожен. 18 февраля 1919 года Совнарком издал декрет «О передаче всей лечебной части бывших больничных касс Народному комиссариату здравоохранения», которым и была завершена краткая история больничных касс в России; началась эпоха государственного социального обеспечения и государственной медицины.